# Renegater
Renegater är en roman av Klas Östergren utgiven år 2020. Romanen utgör den tredje och avslutande delen i den trilogi som utöver denna del består av Gentlemen (1980) och Gangsters (2005).
I samband med utgivningen uppmärksammades Renegater för att den innehöll en längre rapport i fiktiv form om händelserna i och kring Svenska Akademien som ledde till Östergrens utträde ur Akademien år 2018.

## Handling
I romanens upptakt kommer Henry Morgan, den fiktive karaktären från Östergrens tidigare romaner Gentlemen och Gangsters, en dag gående till berättarens gård i Skåne. Han ger berättaren ett uppdrag, att skriva en redogörelse om vad som hände i Svenska Akademien under den kris som ledde till att han lämnade sällskapet. Berättaren antar uppdraget och romanen utvecklas sedan till att väva samman hans personliga upplevelser med ett essä-liknande avsnitt om snö och en skildring av skumraskaffärer i samband med försäljningen av Jas-flygplan till Sydafrika.

## Mottagande
Romanen fick ett positivt mottagande av flera kritiker. Per Svensson i Dagens Nyheter kallade den för "en mäktig prosakatedral, konstruerad av en mästerlig ingenjör". Ulrika Knutsson i Expressen tyckte att den är "en underhållande forskningsstudie i gråzonen mellan fakta och fiktion" som uppnår "en perfekt balans mellan skämt och allvar, sorgearbete och parodi". Claes Wahlin i Aftonbladet noterade de samhällskritiska inslagen i romanen och Östergrens speciella kompositionsteknik: "De olika skikten vrider sig inåt, nedåt och tangerar emellanåt varandra. Läsaren sugs in i spiralerna genom glidande tempusskiften, från imperfekt eller perfekt till presens. Det ger en närvarokänsla, läsaren blir som ett vittne till händelserna." Mikael Timm i Sveriges Radios Kulturnytt framhöll skildringen av Henry Morgan i början och slutet av romanen som bokens största behållning, "Han levererar den av många läsare så älskade sensuellt nötta melankoli Östergren behärskar suveränt.", men tyckte inte att romanen som helhet var övertygande "Renegater är ett otympligt romanbygge, kraftfullt men långsamt och ryckigt. [...] 750 sidor kräver mer litterär energi än Östergren fick ihop denna gång."
Renegater nominerades till Augustpriset 2020 med motiveringen "Klas Östergren tar grepp om den svenska samtiden i detta mäktiga romanbygge. Med berättarglädje och hantverksskicklighet skapas ett förtätat tidsdokument på musikalisk prosa där säcken knyts ihop på ett snillrikt sätt. Renegater är slutet på en era och en läsfest utan motstycke."